# Lars Jönsson
Lars Jönsson, född 4 september 1961, är en svensk filmproducent.
Han arbetar ofta för Memfis Film och med Trollywood-filmer. Han har producerat flera framgångsrika filmer sedan början av 1990-talet däribland flera av Lukas Moodysson, Josef Fares och Maria Blom, samt medproducerat flera av Lars von Triers filmer.

## Producent
- 1992 – Änglagård
- 1994 – Drömspel
- 1996 – Harry & Sonja
- 1996 – Breaking the Waves
- 1997 – Bara prata lite
- 1997 – Den siste vikingen
- 1997 – Coffee
- 1997 – Tigerhjärta
- 1997 – Tranceformer
- 1998 – HC Andersens skugga
- 1998 – Fucking Åmål
- 1998 – Hela härligheten
- 1998 – Lucky People Center International
- 2000 – Dancer in the Dark
- 2000 – Den bästa sommaren
- 2000 – Hundhotellet - En mystisk historia
- 2000 – Jalla! Jalla!
- 2000 – Tillsammans
- 2000 – Prop och Berta
- 2001 – Fogsvansen
- 2002 – Klättertjuven
- 2002 – Lilja 4-ever
- 2002 – Malcolm
- 2002 – Bear's Kiss
- 2003 – The Apple Tree
- 2003 – It's All About Love
- 2003 – Kopps
- 2003 – Sweet Dreams
- 2003 – Dogville
- 2004 – Ett hål i mitt hjärta
- 2004 – Masjävlar
- 2004 – Fragile
- 2005 – Krama mig
- 2005 – Manderlay
- 2005 – Zozo
- 2005 – Naboer
- 2006 – Container
- 2006 – Farväl Falkenberg
- 2007 – De glömda själarnas ö
- 2007 – Nina Frisk
- 2007 – Leo
- 2008 – Fishy
- 2009 – Mammut
- 2009 – Antichrist
- 2011 – Melancholia
- 2011 – Stora scenen
- 2012 – Dom andra
- 2013 – Vi är bäst!
- 2014 – Hallåhallå

## Filmografi roller i urval
- 2002 – Grabben i graven bredvid